# UEFA Fair Play
UEFA Fair Play je ranking hodnoticí jednotlivé fotbalové federace sdružené v UEFA. Jeho cílem je propagace a promoce dodržování pravidel fair play. Kriteria rankingu zahrnují chování fotbalistů, činitelů a fanoušků během ligových, pohárových a mezinárodních utkání. Od roku 1995 do sezóny 2015/16 na základě toho rankingu UEFA přidělovala dodatečně 3 místa v Evropské lize UEFA (dřív Pohár UEFA).

## Pravidla hodnocení
Vyhodnocení probíhá každoročně na základě všech zápasů klubů a reprezentaci, které se hrají doma a v zahraničí v období od 1. června do 31. května dalšího roku. Ve hře týmů jsou hodnocené následující prvky:
- Červené a žluté karty: od počátečního stavu 10 bodů se odpočítá 1 bod za žlutou a 3 body za červenou kartu. V případě, že hráč obdržel červenou po druhé žluté, odpočítá se 3 body, pokud jí obdržel po jedné žluté, odpočítávané jsou 4 body. Konečný výsledek může být minusový.
- Aktivní postoj během hry: ofenzivní taktika, rychlé a plynule akce, snaha střelit co nejvíce branek - může být odměněno 1 až 10 body.
- Chování vůči soupeři: 1 až 5 bodů
- Chování vůči rozhodčím: 1 až 5 bodů
- Chování činitelů a záložníků: 1 až 5 bodů
- Chování fanoušků: 1 až 5 bodů

Součet bodů je následně vydělen maximálním počtem, které je možno obdržet, s přesností tisíciny. Maximální počet je 40 pro zápasy, ve kterých je přítomno publikům, a 35 v případě, kdy kvůli trestním nařízením UEFA publikum není přítomné.

## Vítězové UEFA Fair Play
| Rok  | Vítězná federace | Klub              | Vyřazená federace | Vyřazená federace | Vyřazená federace | Vyřazená federace      | Reference     |
| Rok  | Vítězná federace | Klub              | Federace          | Klub              | Federace          | Klub                   | Reference     |
| ---- | ---------------- | ----------------- | ----------------- | ----------------- | ----------------- | ---------------------- | ------------- |
| 1995 | Norsko           | Viking FK         | Anglie            | Leeds United      | Lucembursko       | Avenir Beggen          | [ 1 ]         |
| 1996 | Švédsko          | Malmö FF          | Rusko             | CSKA Moskva       | Finsko            | Jazz Pori              | [ 1 ]         |
| 1997 | Norsko           | SK Brann          | Anglie            | Aston Villa       | Švédsko           | Örebro SK              | [ 1 ]         |
| 1998 | Anglie           | Aston Villa       | Finsko            | FinnPa            | Norsko            | Molde FK               | [ 1 ]         |
| 1999 | Skotsko          | Kilmarnock        | Norsko            | Bodø/Glimt        | Estonsko          | JK Viljandi Tulevik    | [ 1 ]         |
| 2000 | Švédsko          | Norrköping        | Belgie            | Lierse            | Španělsko         | Rayo Vallecano         | [ 1 ]         |
| 2001 | Bělorusko        | Šachťor Soligorsk | Finsko            | MyPa              | Slovensko         | Matador Púchov         | [ 1 ]         |
| 2002 | Norsko           | SK Brann          | Anglie            | Ipswich Town      | Česko             | Sigma Olomouc          | [ 2 ]         |
| 2003 | Anglie           | Manchester City   | Francie           | Lens              | Dánsko            | Esbjerg fB             | [ 3 ]         |
| 2004 | Švédsko          | Östers IF         | Arménie           | FC MIKA           | Ukrajina          | FK Illjičivec Mariupol | [ 4 ]         |
| 2005 | Norsko           | Viking FK         | Německo           | Mainz 05          | Dánsko            | Esbjerg                | [ 5 ]         |
| 2006 | Švédsko          | Gefle IF          | Belgie            | KSV Roeselare     | Norsko            | SK Brann               | [ 6 ]         |
| 2007 | Švédsko          | BK Häcken         | Finsko            | MyPa              | Norsko            | Lillestrøm SK          | [ 7 ] [ 8 ]   |
| 2008 | Anglie           | Manchester City   | Německo           | Hertha Berlin     | Dánsko            | FC Nordsjælland        | [ 10 ] [ 11 ] |
| Rok  | 1. místo         | Klub              | 2. místo          | Klub              | 3. místo          | Klub                   | Reference     |
| 2009 | Norsko           | Rosenborg         | Dánsko            | Randers           | Skotsko           | Motherwell             | [ 12 ]        |
| 2010 | Švédsko          | Gefle IF          | Dánsko            | Randers           | Finsko            | MyPa                   | [ 13 ]        |